# Daytona USA

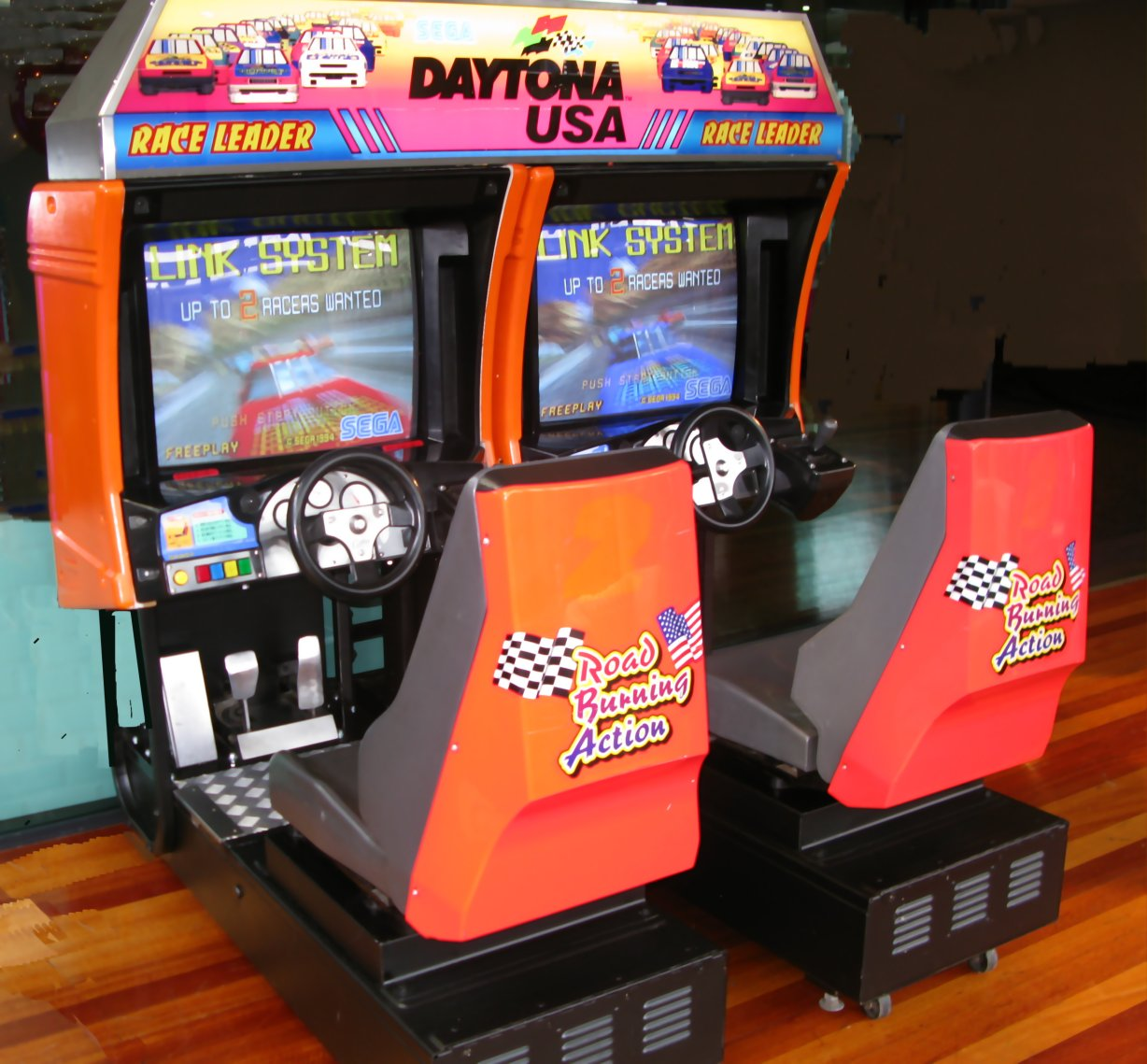
Cabina de Daytona USA para dos jugadores.

Daytona USA es un videojuego de carreras desarrollado por Sega en el año 1993. En principio el juego fue desarrollado para máquinas recreativas y posteriormente fue portado a Sega Saturn, Sega Dreamcast, Windows y finalmente a Xbox Live y PlayStation Network.

## Características
El jugador compite usando un automóvil de serie (similar a los mostrados en NASCAR), solo contando con tres circuitos para elegir, así como puede optar por transmisión automática o manual. Para dificultar las cosas, Daytona USA tiene límite de tiempo, en donde si no cruza el punto de control o la línea de meta antes de que se acabe el tiempo, acaba la partida.
Cada máquina de videojuegos cuenta con cabinas o habitáculos de conducción simples o dobles, provistos a cada cabina de un volante que gracias a un sistema de contrapesos y vibradores emula las vibraciones y los "tirones" que un verdadero auto transmitiría, generando mayor realismo en el jugador. Cuenta con dos pedales, uno de freno y un acelerador, cuatro botones de selector visual, que son parachoques, interior, exterior cercano y exterior lejano, y una caja de cambios de cuatro marchas en forma de "H", ubicada a la derecha del volante.
Cabe mencionar que las cabinas de juego pueden variar según el grado de realismo, desde las estáticas, que tienen un asiento regulable más lo antes mencionado, hasta cabinas que gracias a sistemas de suspensión hidráulica simulan los vaivenes del automóvil a lo largo de la carrera, tornando el juego mucho más excitante y divertido.
En arcades HD, es posible conectarse a Sega All.net y participar con hasta 4 cabinas dobles u 8 singles en simultáneo vía web. Algunas cabinas, originales o HD, pueden contar con cámaras apuntando a los asientos y conectadas a un circuito cerrado de televisión para mostrar a los jugadores en una pantalla separada. Las cabinas que no cuentan con cámaras, pero sí con 2 pantallas, solo se muestra a los jugadores usando los gráficos en vez de las cámaras.

### Modos de juego
El máximo de jugadores simultáneos permitido por el juego es 4 cabinas dobles u 8 singles, pero no se deben mezclar las cabinas originales con las cabinas HD. Sega Racing Classic solo soporta 4 jugadores. Existe tres modos de juego en el menú opciones: Normal, Enduro y GP. Elegir uno de esos modos altera el número de vueltas.
En la modalidad Multiplayer, es decir, jugadores en cabinas compiten contra otros jugadores, la carrera es estrictamente entre ellos, y dependiendo de las opciones, pueden no incluir vehículos controlados por el sistema.
En la modalidad original (de un solo jugador), la carrera es de hasta 40 vehículos en competencia, contando al jugador y varios vehículos controlados por CPU.

### Circuitos
El juego incluye como mínimo tres circuitos. En la versión deluxe de Saturn y PC se agregaron nuevos circuitos, renombrando los tres primeros. Daytona Championship USA compila todos los circuitos de entregas anteriores y agregan nuevos circuitos incluyendo Daytona International Speedway.
Nota: para el primer circuito, los vehículos inician con la máxima velocidad posible y cruzar la línea de meta antes de la primera vuelta inicia la competencia. Para los demás circuitos, aparece un conteo de inicio.

### Versiones del juego
Cabe mencionar que las versiones para SEGA Saturn y PC tiene varias diferencias con la versión para máquinas de locales de videojuegos. La calidad gráfica es mucho menor, pero en la versión llamada Daytona USA Deluxe se incluyen más pistas, la posibilidad de modificar las características de los autos, y también de elegir entre varios autos para jugar. 
Si bien las arcades corrían a 60FPS incluso en multiplayer, la primera versión de Saturn tenía una tasa de fotogramas por segundo baja (solo 20FPS). La versión Deluxe aumentó el framerate a 30FPS. Todas las versiones domésticas soportan volantes y gamepads.
Una segunda versión arcade lanzada el 1996 se redisenó la cabina. En vez de cabinas dobles, solo apareció en una sola cabina simple.
En Xbox 360 y PlayStation 3, Daytona USA apareció vía en línea, con gráficos de la primera arcade HD y nuevas funciones, como trofeos, 30 desafíos, música reorquestada y karaoke.
Existe 2 versiones HD de Daytona USA, la primera renombrada a Sega Racing Classic y la segunda es Daytona Championship USA. Ambas funcionan con Sega All.net, pero también es compatible con la conexión ad hoc. Sega Racing Classic omite la letra "Let's Go Away" presente en la intro y en el circuito Dinosaur Canyon debido a problemas de licencia.
En 2017, fue relanzada la versión de Xbox 360 de Daytona USA en Xbox One mediante el programa de retrocompatibilidad, y más tarde, la misma versión llegó a ser compatible también con las consolas Xbox Series X y Series S.
En febrero de 2023, el juego fue retirado de la Xbox Marketplace, por lo que la única versión en digital que se encuentra disponible es la de PlayStation 3.

## Desarrollo
El desarrollo de Daytona USA empezó en 1993.
Al iniciar 1995, la división Sega AM2 para Saturn se dividió en 3 equipos de desarrollo. Cada equipo intentó portar de forma independiente los 3 juegos: Virtua Fighter 2, Virtua Cop y Daytona USA. Debido a retrasos en el desarrollo, un pequeño grupo de integrantes del equipo Virtua Fighter 2 fue reasignado a Daytona USA y así completarlo en abril de 1995.
La banda sonora de Daytona USA fue creada por Takenobu Mitsuyoshi, que también hizo las voces. La versión original arcade sonaba todas las canciones y efectos en el chip Yamaha, incluyendo los tambores y las voces de Mitsuyoshi. Para la versión de Saturn y siguientes entregas, todas las canciones fueron reorquestadas con instrumentos reales y las letras fueron recantadas por cada pista de audio en la banda sonora original.

## Curiosidades
- En el modo Multiplayer, los autos comandados por la CPU son todos iguales (Violetas y con el N° 99), puestos a modo de entorpecer el desempeño de los corredores humanos

- El auto del Player 1 (Rojo), es un personaje secreto del juego Fighters Megamix, crossover de los juegos de lucha de Sega. El auto se hace llamar "Hornet" y pelea apoyado sobre sus ruedas traseras y con la carrocería de espalda. Además, su arena de combate es un ring delimitado por guardarrails dentro de la pista "Beginner".

- En Argentina, el programa de cable Nivel X (emitido por el canal de cable Magic Kids entre mediados de los 90 e inicios de los 2000), celebraba mensualmente un torneo de Daytona USA el cual competían de a 8 jugadores en diferentes centros recreativos del país. El ganador obtenía como premios las consolas de última generación de la época (Nintendo 64, Nintendo Game Cube), y los restantes integrantes del podio se llevaban consolas de menor tecnología (PlayStation, Sega Dreamcast y Sega Genesis). Hoy en día con la discontinuidad del programa, cada centro recreativo suele realizar torneos usando este juego con premios varios